# 对桥镇
对桥乡，是中华人民共和国江西省抚州市金溪县下辖的一个乡镇级行政单位。

## 行政区划
对桥乡下辖以下地区：
对桥村、炀田村、朱家村、汤家村、上傅村、庄坊村、太坪村、龚家村、天子科村和横源村。